# Antonio Carattoni
Antonio Carattoni (ur. 8 listopada 1945 w Sant’Agata Feltria, Włochy), kapitan regent San Marino od 1 października 2006 do 1 kwietnia 2007, razem z Roberto Giorgettim. Jest członkiem Partii Socjalistów i Demokratów (Partito dei Socialisti e dei Democratici).